# Michel Aoun (biskup)
Michel Aoun (ur. 2 czerwca 1959 w Ad-Damur) – libański duchowny maronicki, od 2012 biskup Byblos, od 2018 wizytator apostolski dla wiernych Kościoła maronickiego mieszkających w Bułgarii i Rumunii.

## Życiorys
Święcenia kapłańskie przyjął 9 czerwca 1984 i został inkardynowany do archieparchii bejruckiej. Pracował głównie jako duszpasterz parafialny, był także m.in. rektorem seminarium w Ghazir, wicerektorem bejruckiego uniwersytetu La Sagesse oraz wikariuszem biskupim ds. duszpasterskich.
16 stycznia 2012 papież Benedykt XVI zatwierdził jego wybór na biskupa Byblos. Sakrę otrzymał 25 lutego 2012. 11 października 2018 papież Franciszek powierzył mu także funkcję wizytatora apostolskiego dla maronitów mieszkających na terenie Bułgarii i Rumunii.